# Sarangan (Plaosan)
Sarangan is een bestuurslaag in het regentschap Magetan van de provincie Oost-Java, Indonesië. Sarangan telt 3391 inwoners (volkstelling 2010).